# 君とのDistance
『君とのDistance』（きみとのディスタンス）は、ZARDの11枚目のオリジナルアルバム。

## 内容
- A面では2000年発売の「Get U're Dream」以来となる葉山たけしを、先行シングル「星のかがやきよ／夏を待つセイル（帆）のように」で編曲で起用し、今作も多くの楽曲の編曲に葉山たけしを起用している。また、13曲中8曲が大野愛果による作曲。これはストックやセルフ・カバーを除くと大野愛果、徳永暁人の作曲になっていることになる。前作のアルバム同様、栗林誠一郎作曲のストックを1曲収録している。
- またオリジナルアルバムでは初のデジパック仕様である。ブックレットの最後に『TODAY IS ANOTHER DAY』以来のライナーノーツ掲載。
- ZARD作品として最初で最後の隠れHDCDであり、坂井の没後も含め最後のオリジナルアルバムとなった。
- 本作の発売告知はライブDVD『What a beautiful moment』の発売日に発表され、当初は8月3日予定だったが、制作上の都合により1か月延期になった。

## 収録曲
| 全作詞: 坂井泉水。 |                                |          |            |            |
| #                  | タイトル                       | 作詞     | 作曲       | 編曲       |
| 1.                 | 「夏を待つセイル(帆)のように」 | 坂井泉水 | 大野愛果   | 葉山たけし |
| 2.                 | 「サヨナラまでのディスタンス」 | 坂井泉水 | 大野愛果   | 葉山たけし |
| 3.                 | 「かけがえのないもの」         | 坂井泉水 | 大野愛果   | 小林哲     |
| 4.                 | 「今日はゆっくり話そう」       | 坂井泉水 | 大野愛果   | 徳永暁人   |
| 5.                 | 「君とのふれあい」             | 坂井泉水 | 大野愛果   | 葉山たけし |
| 6.                 | 「セパレート・ウェイズ」       | 坂井泉水 | 大野愛果   | 古井弘人   |
| 7.                 | 「Last Good-bye」              | 坂井泉水 | 多々納好夫 | 葉山たけし |
| 8.                 | 「星のかがやきよ」             | 坂井泉水 | 大野愛果   | 葉山たけし |
| 9.                 | 「月に願いを」                 | 坂井泉水 | 大野愛果   | 小林哲     |
| 10.                | 「あなたと共に生きてゆく」     | 坂井泉水 | 織田哲郎   | 小林哲     |
| 11.                | 「I can't tell」               | 坂井泉水 | 栗林誠一郎 | 葉山たけし |
| 12.                | 「good-night sweetheart」      | 坂井泉水 | 徳永暁人   | 葉山たけし |
| 13.                | 「君と今日の事を忘れない」     | 坂井泉水 | 徳永暁人   | 徳永暁人   |

## 楽曲解説
1. 夏を待つセイル(帆)のように
両A面による40thシングルの2曲目。
劇場版『名探偵コナン 水平線上の陰謀』の主題歌。数曲候補のあった中で、坂井の「一番子供がノリやすい曲がいい」という着眼点により、この曲に決定した。セイル(帆)の表記になったのは、セイルだけでは意味が伝わりにくく、セイルをルビにすると読みにくいという、坂井の配慮からである。
2. サヨナラまでのディスタンス
当初はアルバムタイトル候補だったが、ネガティブだという坂井の想いと別の意味を持たせたいという理由から、『君とのDistance』に決定した。数種類製作されたものから、アップテンポなアレンジが採用された。
3. かけがえのないもの
38thシングルの表題曲。
『恋するハニカミ！』テーマソング。
4. 今日はゆっくり話そう
39thシングルの表題曲。
『月桂冠』CMソング。厚いコーラスは「ゴスペル的なライン、雰囲気で」という坂井のリクエストによるもの。
5. 君とのふれあい
当初は脚色されたアレンジだったが、シンプルな構成に変更。アルバム中もっともヴォーカル録りに時間をかけた曲。もともと劇場版『名探偵コナン』の主題歌として何曲かある候補曲の1曲であった。
アルバムプロモーション用にPVが制作され、翌年発売の初の映像集『ZARD Le Portfolio 1991-2006』に収録。
2008年発売のベストアルバム『ZARD Request Best 〜beautiful memory〜』では投票9位にランクインし収録された。
6. セパレート・ウェイズ
間奏にトランペットが入る。編曲は「この涙 星になれ」以来の古井弘人。
7. Last Good-bye
FIELD OF VIEWに提供した楽曲のセルフカバー。原曲は1995年発売であり、10年越しのセルフカバーとなった。
8. 星のかがやきよ
両A面による40thシングルの1曲目。
TVアニメ『名探偵コナン』のオープニングテーマ。このアルバムでは1番テンポが速い。
9. 月に願いを
3拍子のワルツ調の曲。この曲は大野愛果がまだ小学生の頃に思い浮かんだメロディがモチーフになっている。
10. あなたと共に生きてゆく
1993年にテレサ・テンへ提供した楽曲のセルフカバー。テレサテンの没後10年を迎えたことで歌ってみようと決意した。
間奏に中国語のセリフ(北京語で「季節が過ぎ去っても」（WEZARD Vol30に掲載））と二胡を取り入れている。
原曲は葉山たけしが編曲しているが、本作では小林哲が担当している。
オリジナルカラオケの音盤化はされていなかったが、2018年4月18日発売「ZARD CD＆DVD COLLECTION　第31号　あなたと共に生きてゆく」の付属CDにて初音盤化された。
11. I can't tell
栗林誠一郎のストック。前作に小林哲編曲で収録予定だったが、葉山たけし編曲のオケに収録済みのヴォーカルをエディットされた。
12. good-night sweetheart
坂井が存命中、初にして最後の徳永・葉山の共同作品。コーラスがやや強調されている。この曲のヴォーカルは、レコーディングブースではなく、スタジオのソファーで座りながら歌ったテイクが採用された。
13. 君と今日の事を一生忘れない
歌詞は「母なる地球」「愛」という大きなテーマを掲げ、そこからディテールを現実的にしていった。2番のサビの部分は歌詞がなくギターソロとなっており、DメロやEメロが存在する等、複雑な曲構成をしている。なお、トラックの制作は2002年頃から進められていた。

## 参加ミュージシャン
ZARD
- 坂井泉水：Vocal (全曲)

Guest Musicians
- 葉山たけし：Programming & Additional Guitar & Additional Bass
- 古井弘人：Programming
- 徳永暁人：Programming & Additional Guitar & Additional Bass & Background Vocals
- 小林哲：Programming
- 池田大介：Programming
- 大賀好修：Additional Guitar
- 綿貫正顕：Additional Guitar
- 岡本仁志：Additional Guitar
- 小川逸史：Additional Guitar
- ブルース・ウィトキン：Additional Guitar
- 麻井寛史：Additional Bass
- 勝田一樹：Saxophone
- 鈴木央紹：Saxophone
- 中野勇介：Trumpet
- チェン・ミン：二胡
- 寺尾広：Additional Keyboards & Percussion
- ブレンダ・ヴォーン：Background Vocals
- 藤原美穂：Background Vocals
- ジェフリー・クエスト：Background Vocals
- 大野愛果：Background Vocals
- 大田紳一郎：Background Vocals
- 岩井勇一郎：Background Vocals
- 竹井詩織里：Background Vocals
- 上木彩矢：Background Vocals
- 墨谷美輝：Background Vocals
- 高島信二：Background Vocals
- 古川真一：Background Vocals